# Edgar Berkeley Gifford (4e baron Gifford)
Edgar Berkeley Gifford, 4e baron Gifford, (8 mars 1857 - 29 janvier 1937), est un pair britannique.

## Biographie
Il est le fils de Robert Gifford (2e baron Gifford) et de Swinburne Frederica Charlotte FitzHardinge Berkeley, fille de l'amiral Maurice Berkeley (1er baron FitzHardinge). Il fait ses études à Lancing et est lieutenant dans la milice du South Gloucestershire. Il accède à la baronnie le 5 juin 1911.
Il épouse Anne Maud Aitchison, fille du lieutenant-colonel William Aitchison, 5 juin 1918 et a Serena Mary Gifford (née le 30 septembre 1919).
Il décède le 29 janvier 1937 à l'âge de 79 ans, sans descendance masculine et est remplacé dans la baronnie par son neveu.